# Iresioides aldabrensis
Iresioides aldabrensis är en skalbaggsart som först beskrevs av Linell 1897.  Iresioides aldabrensis ingår i släktet Iresioides och familjen långhorningar.
Artens utbredningsområde är:
- Madagaskar.
- Seychellerna.

Inga underarter finns listade i Catalogue of Life.